# Langmuir-Sonde

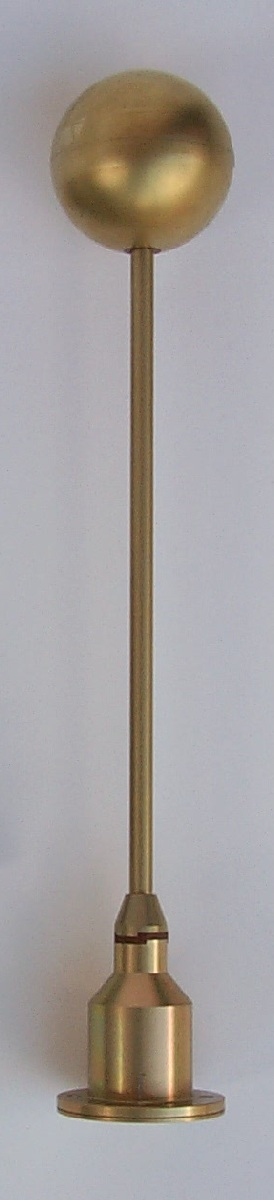
Langmuir-Sonde

Die Langmuir-Sonde, benannt nach Irving Langmuir, ist eine experimentelle Anordnung, die zur Charakterisierung eines Plasmas benutzt wird. Durch sie können Elektronendichte, Elektronentemperatur, Floating- und Plasmapotential ermittelt werden. Die Methode wurde das erste Mal 1923 beschrieben und ist auch heute noch Gegenstand der Sondenforschung im Bereich der Plasma-Diagnostik.

## Aufbau
Im Allgemeinen besteht eine Langmuir-Sonde aus einem Draht aus Wolfram oder Molybdän, der in eine Keramik eingeschlossen ist. Nur die Sondenspitze ist nicht isoliert.

## Funktionsweise
Die Sonde wird an einer Stelle ins Plasma eingeführt und mit einer Spannung beaufschlagt. In der Praxis ist diese eine Sägezahnspannung. Der resultierende Strom wird über einen Messwiderstand gemessen.
Dadurch kann eine charakteristische Kennlinie des Plasmas aufgenommen werden und aus dieser auf die Potentialverteilung im Plasma geschlossen werden. Aus der Kennlinie kann die Elektronen- und Ionendichte, die Elektronentemperatur, Floating- und Plasmapotential sowie die Elektronenenergieverteilung berechnet werden. Die Sonde stellt allerdings eine lokale Störung des Plasmas dar, weshalb die gemessenen Größen nicht den exakten Kenngrößen an dieser Stelle entsprechen.
Ist die Sonde stark negativ vorgespannt, werden positiv geladene Ionen angezogen, Elektronen können die Sonde nicht erreichen. Dieser Spannungsbereich heißt Ionen-Sättigungsbereich, im Idealfall ist der Strom hier konstant. Hier lässt sich der Ionenstrom bestimmen.
Wird die negative Spannung der Sonde kleiner, können mehr und mehr heiße Elektronen (die aufgrund ihrer kleinen Masse viel schneller sind als die trägen und kalten Ionen) die Sonde erreichen. Die I(U)- Kennlinie geht in einen exponentiell anwachsenden Bereich über (falls das Elektronengas eine Maxwell-Boltzmann-Verteilung aufweist), den sogenannten Elektronen-Anlaufbereich. Bei einer charakteristischen Spannung, dem so genannten Floatingpotential, sind Ionen- und Elektronenstrom gleich groß, insgesamt ist der Strom also null. Dies wäre die Spannung, auf die sich die Sondenspitze im Plasma von alleine aufladen würde. Oberhalb dieser Spannung ist der Ionenstrom praktisch null, der Elektronenstrom steigt exponentiell. Aus dem Exponenten dieses Anstiegs lässt sich die Elektronentemperatur berechnen.
Bei einer weiteren, charakteristischen Spannung bricht der exponentielle Anstieg des Elektronenstroms ab. Hier beginnt der Elektronen-Sättigungsbereich. Die charakteristische Spannung heißt Plasmapotential und entspricht dem elektrischen Potential des Plasmas an dieser Stelle. Im Idealfall wäre ab hier der Strom wieder konstant, in Wirklichkeit hängt der Verlauf der Kennlinie gerade im Elektronensättigungsbereich stark von der Sondengeometrie (Kugelsonde, Zylindersonde, ebene Sonde) ab.
Die Plasma-Kenngrößen lassen sich erhalten, indem man ein Modell an die I(U)-Kennlinie anpasst. Es existieren eine Reihe solcher Modelle, die je nach Hochfrequenzleistung, Plasmadichte und Gasdruck mehr oder weniger gültig sind.